# Cyathura sagamiensis
Cyathura sagamiensis är en kräftdjursart som beskrevs av Nunomura 2006. Cyathura sagamiensis ingår i släktet Cyathura och familjen Anthuridae. Inga underarter finns listade i Catalogue of Life.